# Audyt ekologiczny
Audyt ekologiczny - oznacza narzędzie zarządzania obejmujące systematyczną, udokumentowaną, okresową i obiektywną ocenę efektów działalności organizacji, systemu zarządzania i procesów służących ochronie środowiska, w celu ułatwienia kontroli zarządczej praktyk mogących wywierać wpływ na środowisko oraz oceny zgodności z polityką środowiskową, w tym z celami i zadaniami środowiskowymi organizacji. Audytu ekologicznego dotyczy rozporządzenie UE Nr 761/2001 o dobrowolnym uczestnictwie przedsiębiorstw przemysłowych we wspólnotowym systemie zarządzania środowiskiem i kontroli ekologicznej zakładu.

## Zobacz
- EMAS